# Амбарцумян, Орбели
Орбели́ Амбарцумя́н (арм. Օրբելի Համբարձումյան; 26 марта 1996, Ереван, Армения) — армянский футболист, нападающий клуба «Гандзасар».

## Клубная карьера
Воспитанник футбольной школы «Улисс». В 16 лет был заявлен в состав «Улисса» на матчи Премьер-лиги. Долгое время Амбарцумян находился в запасе, оседая на лавке. Летом Амбарцумяну выпал шанс и 16 июня 2012 года вышел на поле в матче против «Импульса». Амбарцумян заменил 89 минуте Давида Григоряна, к этому времени команда вела с крупным счётом 4:0. И следующей игре сценарий повторился, за исключением счёта — 3:2 в пользу «Улисса». Спустя месяц выпал шанс дебютировать в Лиге чемпионов против молдавского «Шерифа», но в итоге Амбарцумян остался в запасе. В первых двух сезонах провёл 29 матчей, в основном выходя на замены, а с 2014 года потерял место в основе «Улисса». В 2015 году уходил в «Бананц», затем возвращался в «Улисс» и снова в «Бананц», но так и не закрепился в основе обоих клубов. В весенней части сезона 2017/18 и в сезоне 2018/19 выступал за «Арарат».
В августе 2019 года перешёл в киргизский клуб «Алай». Клуб стал серебряным призёром чемпионата Кыргызстана, однако футболист ещё до окончания сезона покинул команду.
В 2020 году перешёл в киргизский клуб Абдыш-Ата. 24 сентбяря Орбели по собственному желанию покидает «Абдыш-Ату».

## Карьера в сборной
После дебюта в «Улиссе» на Амбарцумяна обратили внимание тренерский штаб юношеской сборной Армении. 25 сентября состоялся дебют в сборной до 17 лет на отборочной этапе к чемпионату Европы до 17 лет. Первый матч прошёл в Сербии против местной юношеской сборной, которой армянская сборной проиграла с разгромным счётом 0:5. Амбарцумян покинул поле на 79 минуте уступив место Карену Есаяну. Через 2 дня с аналогичным счётом армянская сборная проиграла белорусам, а ещё через 3 дня — молдаванам (0:3). Амбарцумян провёл в обоих матчах без замен.

## Статистика
| Клуб             | Сезон            | Чемпионат | Чемпионат | Кубки | Кубки | Еврокубки | Еврокубки | Всего | Всего |
| Клуб             | Сезон            | Матчи     | Голы      | Матчи | Голы  | Матчи     | Голы      | Матчи | Голы  |
| ---------------- | ---------------- | --------- | --------- | ----- | ----- | --------- | --------- | ----- | ----- |
| Улисс            | 2012/13          | 2         | 0         | 1     | 0     | 0         | 0         | 3     | 0     |
| Всего            | Всего            | 2         | 0         | 1     | 0     | 0         | 0         | 3     | 0     |
| Всего за карьеру | Всего за карьеру | 2         | 0         | 1     | 0     | 0         | 0         | 3     | 0     |